# زندگی، عشق و امید
«زندگی، عشق و امید» آلبومی از بوستون است که در سال ۲۰۱۳ میلادی منتشر شد.